# Verena-Beutlins-Loch

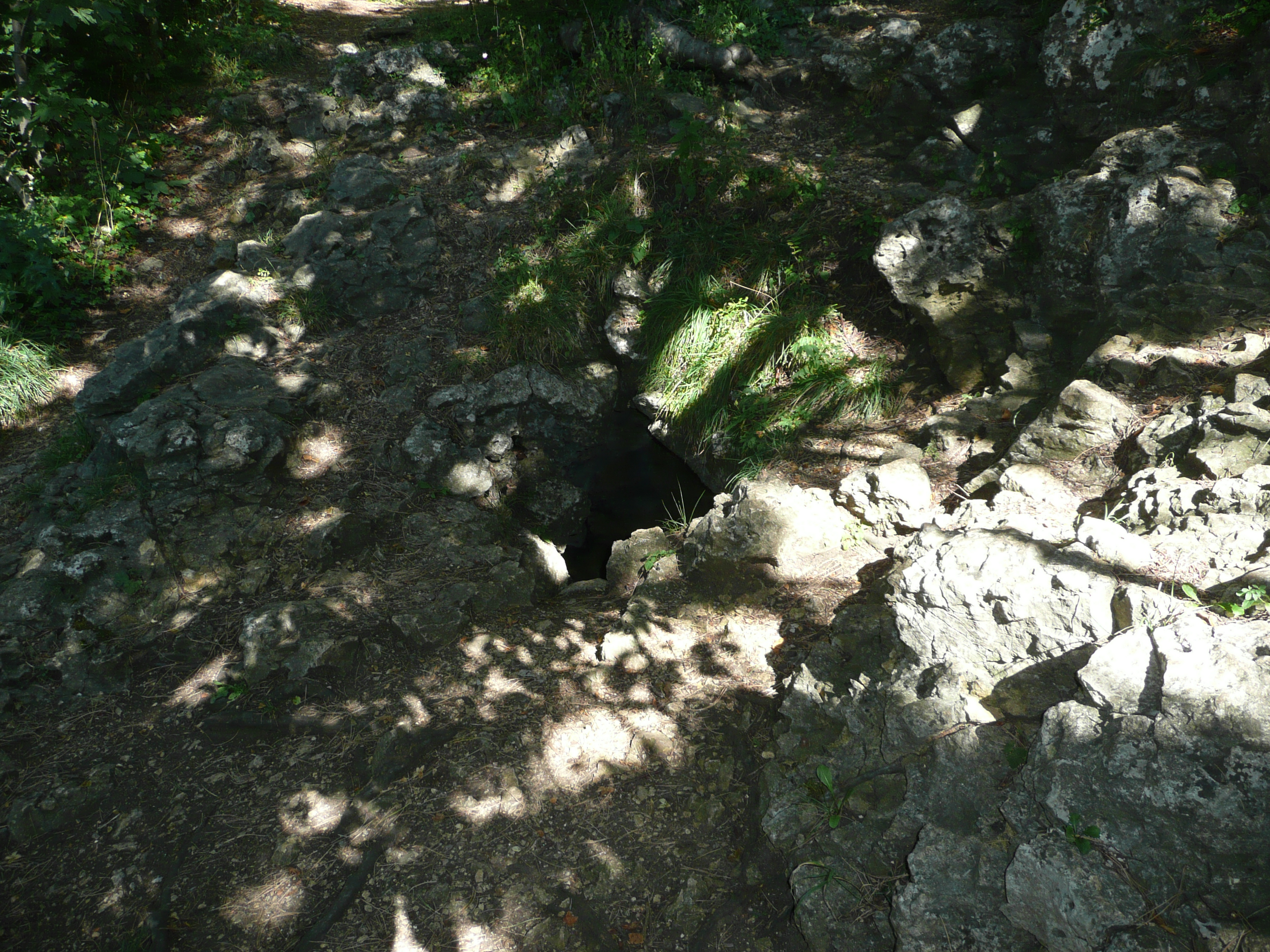
Eingang zum Verena-Beutlins-Loch

Das Verena-Beutlins-Loch ist eine kleine Höhle der Schwäbischen Alb in Baden-Württemberg.

## Lage
Die Höhle liegt am Teckberg auf 775 m ü. NHN, etwa einen Kilometer südlich der Burg Teck und oberhalb des Ortes Owen und des Lenninger Tales im Landkreis Esslingen.
Vom Wanderparkplatz Bölle steigt man steil hinauf zur Burg Teck. Auf dem Kamm angekommen, biegt man rechts ab. Zunächst erreicht man den Oberen Gelben Fels, dann entlang der Hangkante nach etwa 50 Metern den Hauptfelsen Gelber Fels. Hier ist der ungesicherte Einstieg.

## Beschreibung der Höhle
Das Verena-Beutlins-Loch führt fast senkrecht fünf Meter in den Boden. Der Höhlenboden besteht aus grobem Versturzmaterial. Die ungesicherte Naturhöhle ist zu durchklettern, enthält jedoch keinerlei Sicherungen. Am hintersten Gangende fällt ein schmaler Kluftkamin steil in die Tiefe, der aber verstürzt ist und weitere sieben Meter unten in der Veronikahöhle enden würde. Insgesamt wird für das Verena-Beutlins-Loch eine Länge von zwölf Metern und eine Höhe von acht Metern angegeben.

## Historie und Legende
Die erste schriftliche Erwähnung sowohl des Lochs als auch der Veronikahöhle findet sich bei Martin Crusius im Jahr 1596.
Der Sage nach war Verena Beutlin Mutter zweier unehelicher Kinder und lebte im 14. Jahrhundert in der Höhle. Sie schickte ihre Kinder zum Betteln ins Dorf und hing während ihrer Abwesenheit ein rotes Tuch an einen Ast hoch über dem Gelben Fels. Eines Wintertages befragten die Einwohner des Ortes Owen die Kinder nach ihrer Herkunft. Als diese das Versteck preisgaben, zogen Einwohner hinauf zur Höhle und nahmen Verena Beutlin fest. Unter der Folter gestand sie, eine Hexe zu sein, und wurde zum Tod auf dem Scheiterhaufen verurteilt.
Peter Schönfeld vertonte die Sage in seiner Jazz-Komposition Hymne an Verena Beutlin.

### Name
Das Verena-Beutlins-Loch war lange Zeit vergessen und wurde erst um 1860 wieder von Schutt und Geröll befreit. Damals erhielt sie den Namen Fronloch, entweder weil sie in Fronarbeit geräumt wurde, oder weil säumige Fronarbeiter darin eingesperrt worden sein sollen.